# Haidhof (Waldmünchen)
Haidhof ist ein Ortsteil der Stadt Waldmünchen im Landkreis Cham des Regierungsbezirks Oberpfalz im Freistaat Bayern.

## Geografie
Haidhof liegt 700 Meter südwestlich der Staatsstraße 2154, 3,5 Kilometer südwestlich der tschechischen Grenze und 5 Kilometer nordwestlich von Waldmünchen.
Östlich von Haidhof entspringt der Haidwiesenbach und fließt in Richtung Süden der Böhmischen Schwarzach zu. Südwestlich von Haidhof erhebt sich der 493 Meter hohe Haidberg.

## Geschichte
1563 hatte Haidhof (auch: Heydhoffen, Heidthoff, Haydthoff, Haidthof, Haidhöf, Heidhöf) eine Mannschaft. 1588, 1622, 1630 und 1703 wurde Haidhof mit einem Hof aufgeführt. 1808 gab es  in Haidhof ein Anwesen.
1808 wurde die Verordnung über das allgemeine Steuerprovisorium erlassen. Mit ihr wurde das Steuerwesen in Bayern neu geordnet und es wurden Steuerdistrikte gebildet. Dabei kam Haidhof zum Steuerdistrikt Schäferei. Dieser bestand aus den Dörfern Eglsee, Hocha, Schäferei, Spielberg, dem Weiler Kümmersmühle und den Einöden Haidhof und Lintlhammer.
1820 wurden im Landgericht Waldmünchen Ruralgemeinden gebildet. Dabei kam Haidhof zur Ruralgemeinde Spielberg. Diese bestand zunächst nur aus Spielberg und Haidhof. 1830 wurde die Gemeinde Eglsee in die Gemeinde Spielberg eingegliedert. Die Gemeinde Spielberg bestand nun aus den Dörfern Spielberg mit 19 Familien und Eglsee mit 20 Familien und der Einöde Haidhof mit 3 Familien.
1972 wurde die Gemeinde Spielberg aufgelöst und in die Stadt Waldmünchen eingegliedert.
Haidhof gehört zur Pfarrei Ast. 1997 hatte Haidhof 15 Katholiken.

## Einwohnerentwicklung ab 1820
| Jahr | Einwohner  | Gebäude |
| ---- | ---------- | ------- |
| 1820 | 3 Familien | k. A.   |
| 1838 | 21         | 2       |
| 1861 | 21         | 5       |
| 1871 | 14         | 14      |
| 1885 | 21         | 2       |
| 1900 | 14         | 2       |
| 1913 | 17         | 2       |

| Jahr | Einwohner | Gebäude |
| ---- | --------- | ------- |
| 1925 | 22        | 2       |
| 1950 | 17        | 2       |
| 1961 | 15        | 2       |
| 1970 | 14        | k. A.   |
| 1987 | 14        | 2       |
| 2011 | 12        | k. A.   |